# Megaselia nanilla
Megaselia nanilla är en tvåvingeart som beskrevs av Borgmeier 1962. Megaselia nanilla ingår i släktet Megaselia och familjen puckelflugor. Inga underarter finns listade i Catalogue of Life.